# Hamar Greenwood
Thomas Hamar Greenwood (7 février 1870 - 10 septembre 1948) est un avocat britannique né au Canada et un homme politique. Il est le dernier Secrétaire en chef pour l'Irlande entre 1920 et 1922. Ses deux fils sont morts célibataires, de sorte que le titre de vicomte Greenwood disparait en 2003. 

## Jeunesse et éducation
Il est né à Whitby, en Ontario, au Canada, de John Hamar Greenwood (1829-1903), un avocat qui a émigré de Llanbister dans le Radnorshire (pays de Galles), et de son épouse Charlotte Churchill Hubbard, qui est issue d'une famille loyaliste dont un ancêtre a émigré au Canada après la Guerre d'indépendance des États-Unis . Il fait ses études à l'Université de Toronto avant d'émigrer en Angleterre lorsqu'il était jeune.

## Carrière politique
Greenwood est d'abord candidat aux élections en tant que libéral et siège comme député de York de 1906 à 1910  et de Sunderland de 1910 à 1922 . 
Il sert sous David Lloyd George en tant que sous-secrétaire d'État au ministère de l'Intérieur en 1919, en tant que Sous-secrétaire d'État aux Affaires étrangères, secrétaire parlementaire de la Chambre de commerce, Secrétaire au Commerce extérieur de 1919 à 1920, et comme le dernier secrétaire en chef pour l'Irlande, avec un siège au Cabinet, de 1920 à 1922. Il est nommé conseiller privé en 1920. 
En tant que secrétaire en chef, Greenwood est étroitement identifié à l'utilisation agressive de deux forces paramilitaires spécialement formées - les Black and Tans et les Auxiliaires - pendant la Guerre d'indépendance irlandaise. Après l'incendie du centre de la ville de Cork par les forces auxiliaires britanniques en décembre 1920, Greenwood accuse les "rebelles du Sinn Féin" et les habitants de Cork d'avoir incendié leur propre ville . 
Greenwood perd son siège aux élections générales de 1922. Aux élections générales de 1924, il fait partie d'un petit nombre de libéraux, dont Winston Churchill, à se présenter comme candidats constitutionnalistes. C'étaient des libéraux qui ont préconisé des liens plus étroits entre les libéraux et les conservateurs. La candidature de Greenwood à Walthamstow East est soutenue par l'association conservatrice locale, mais pas par les libéraux locaux, qui ont leur propre candidat, et il remporte le siège. Après les élections, lorsqu'il est apparu qu'il n'y avait aucune perspective de liens officiels plus étroits entre les deux partis, Greenwood devient whip conservateur. Il continue à représenter Walthamstow East jusqu'en 1929, bien qu'il n'ait plus jamais occupé de poste gouvernemental . 

## Après la politique
Greenwood est créé baronnet, d'Onslow Gardens, en 1915, et dans les honneurs de dissolution de 1929, il est élevé à la pairie en tant que baron Greenwood, de Llanbister dans le comté de Radnor. 
En 1937, il est créé vicomte Greenwood, de Holbourne dans le comté de Londres. Il est président de la Fédération britannique du fer et de l'acier de 1938 à 1939 et président de la Pilgrims Society de 1945 à 1948. 
Il est décédé le 10 septembre 1948 à Londres, en Angleterre . 

## Famille
Sa femme, Margery Spencer, fille du révérend.Walter Spencer de Fownhope Court, Herefordshire, et de son épouse Anne "Annie" Elizabeth Hudson, est devenue vicomtesse Greenwood. Elle est faite Dame Commandeur de l'Ordre de l'Empire britannique (DBE) en 1922. Elle est la sœur de Muriel Forbes-Sempill, deuxième épouse de Wilfrid Ashley (1er baron Mount Temple). 
Ils ont deux fils et deux filles. Leur fils aîné, David Henry Hamar Greenwood, succède à son père comme second vicomte ,. Il est décédé célibataire et est remplacé en tant que troisième vicomte par son frère cadet, Michael George Hamar Greenwood, décédé également en 2003, célibataire. Le titre s'est donc éteint ,. 
Leur fille aînée, Angela Margo Hamar Greenwood, épouse Edward Dudley Delevingne et est la grand-mère paternelle des sœurs modèles Poppy et Cara Delevingne  Leur fille cadette, Deborah Hamar Greenwood, épouse Patrick David de László, fils du peintre Philip de László ,,.